# Romà Casanova i Casanova
Romà Casanova i Casanova (Deltebre, 29 d'agost del 1956) és sacerdot i bisbe de Vic.
Després d'estudiar teologia al Seminari de Tortosa, va ser ordenat prevere el 17 de maig de 1981, a l'església parroquial Sant Miquel. Amplià la seva formació eclesiàstica i es llicencià en teologia a la Facultat de Teologia de Catalunya. Tornà a la diòcesi tortosina, on va ser professor del seminari (1981-1984), director del Moviment Infantil Diocesà, director espiritual del seminari (1987-1998) i delegat diocesà de Pastoral Vocacional (1990-1998). Després de ser rector de les parròquies de Cabassers, la Vilella i Vinebre (1985-1987), i vicari de la parròquia de Sant Blai de Tortosa (1987-1988), a partir del 1998 va ser rector de les parròquies de l'Assumpció de Flix i de la de Sant Bartomeu de Riba-roja d'Ebre, i arxipreste de la de Flix. Es digué que la llarga coneixença amb Ricard M. Carles, de qui en va ser alumne, que l'ordenà de diaca i de sacerdot i amb qui va ser company d'excursions afavorí que Casanova fos nomenat per a la seu vigatana el 13 de juny del 2003.
Amb posterioritat al nomenament episcopal, ha estat designat delegat de la Conferència Episcopal Tarraconense per a les missions i la relació amb els religiosos. És membre de la Comissió Episcopal per a la Doctrina de la Fe i de la Comissió Episcopal de Relacions Interconfessionals de la Conferència Episcopal Espanyola.
Fins al 2003 va ser corresponsal de Catalunya Cristiana a la diòcesi de Tortosa.
El 2021 fou nomenat com a administrador apostòlic en seu vacant del Bisbat de Solsona per mor de la renúncia al càrrec de Xavier Novell i Gomà.